# Buzz Osborne
Roger "Buzz" Osborne, även kallad King Buzzo, född 1964 i Morton, Washington, är en amerikansk musiker, sångare, gitarrist och ende återstående originalmedlemmen i metalbandet The Melvins. Han är även gitarrist i Fantômas och har tidigare spelat i Venomous Concept.

## Diskografi (urval)

### Med King Buzzo
Studioalbum
- 2014 – This Machine Kills Artists

### Med Melvins
Studioalbum
- 1987 – Gluey Porch Treatments
- 1989 – Ozma
- 1991 – Bullhead
- 1992 – Lysol
- 1993 – Houdini
- 1994 – Prick
- 1994 – Stoner Witch
- 1996 – Stag
- 1997 – Honky
- 1999 – The Maggot
- 1999 – The Bootlicker
- 2000 – The Crybaby
- 2001 – Electroretard
- 2002 – Hostile Ambient Takeover
- 2004 – Pigs of the Roman Empire (Melvins & Lustmord)
- 2004 – Never Breathe What You Can't See (Melvins & Jello Biafra)
- 2005 – Sieg Howdy! (studioalbum: Melvins & Jello Biafra)
- 2006 – (A) Senile Animal
- 2008 – Nude with Boots
- 2010 – The Bride Screamed Murder
- 2012 – Freak Puke
- 2013 – Everybody Loves Sausages
- 2013 – Tres Cabrones
- 2014 – Hold It In
- 2016 – Three Men and a Baby (Melvins & Mike Kunka)
- 2016 – Basses Loaded

EPs
- 1986 – Melvins!
- 1991 – Eggnog
- 1992 – King Buzzo (med King Buzzo och Dale Nixon, eg. Dave Grohl)
- 2012 – The Bulls & the Bees

Livealbum
- 1991 – Your Choice Live Series Vol.12
- 1998 – Alive at the F*cker Club
- 2001 – Colossus of Destiny
- 2002 – Millennium Monsterwork 2000 (tillsammans med Fantômas)
- 2008 – Melvins vs. Minneapolis

Samlingsalbum
- 1997 – Singles 1–12
- 2003 – Melvinmania: Best of the Atlantic Years 1993–1996

### Med Fantômas
Studioalbum
- 1999 – Fantômas
- 1999 – The Director's Cut
- 2004 – Delìrium Còrdia
- 2005 – Suspended Animation

### Med Venomous Concept
Studioalbum
- 2004 – Retroactive Abortion

### Som producent
Studioalbum
- 1998 – Cows: Sorry in Pig Minor [5]
- 1999 – Goatsnake: Goatsnake Vol. 1 [6]